# APX 35
De APX 35 is een Frans tankproject van voor de Tweede Wereldoorlog.
Op 2 augustus 1933 werd er door de Franse Infanterie een ontwikkelingsprogramma voor tanks opgesteld, het Plan 1933, dat begin 1934 weer gewijzigd werd. Het plan voorzag in de bouw van een lichte infanterietank. Verschillende fabrikanten dienden een plan in maar ook, buiten mededinging, een staatsbedrijf: het Atelier de Construction de Puteaux ofwel: APX. Alle plannenmakers werden uitgenodigd op staatskosten een prototype te vervaardigen.
Op 8 april 1935 laat de materieelcommissie, de Commission de Vincennes, aan het Conseil consultatif de l'Armement weten dat APX, evenals Delauny-Belleville, op deze streefdatum nog geen prototype heeft ingeleverd. APX wordt uit het testprogramma geschrapt. Vermoedelijk heeft men opzettelijk de datum laten verlopen: het is meer het doel om een soort technische standaard te geven waaraan de commerciële producenten zich kunnen spiegelen.
Het prototype komt in oktober pas klaar en krijgt de type-aanduiding Char léger APX modèle 1935. Ook dan wordt het niet als mogelijk alternatief voor andere ontwerpen gepresenteerd want de geïnstalleerde CLM motor blijkt ondeugdelijk en zal vervangen worden door een Citroën V-4 diesel met een aluminium motorblok.
Het voertuig is ongeveer 4,73 meter lang en 2,33 meter hoog, met een romphoogte van 1,7 meter. De romp is geheel gegoten maar zonder de subtiele vormen van de Renault R35 of de Hotchkiss H35. Alleen de punt van de neus is gekromd en de overgangen naar de zijkanten. De pansterequivalentie ligt op de gevraagde 30 mm. De neus is flink afgeschuind — zodat de chauffeur onder een lang horizontaal openklappend luik erg laag zit — evenals de achterkant van het motordek. De bovenkant van de rupsbanden is beschermd door pantser. Precies op de middenas ligt de standaard APX-R toren: dit zal uiteindelijk de belangrijkste bijdrage van APX aan het project vormen. Het loopwerk bestaat uit elf loopwielen per zijde, waaronder één dat van achteren als spanwiel dienstdoet; de anderen zijn gepaard geveerd, het voorste paar ondersteunt de rupsband in de oploop naar het klimwiel. Er zijn per zijde vier steunwieltjes; het aandrijfrad bevindt zich aan de achterkant bij de motor.
In september 1936 krijgt APX te horen dat gezien het feit dat men drie tanks uit het programma in productie neemt: de Renault R35, de Hotchkiss H35 en de FCM 36, er geen behoefte meer is aan een alternatief — of een voorbeeld. APX gebruikt het voertuig hierna tot de oorlog voor het beproeven van deelcomponenten.